# 科羅利夫卡 (扎列希基區)
48°48′48″N 25°43′34″E / 48.81333°N 25.72611°E
科羅利夫卡（烏克蘭語：Королівка），是烏克蘭的村落，位於該國西部捷爾諾波爾州，由喬爾特基夫區負責管轄，始建於1821年，面積0.58平方公里，2001年人口92，人口密度每平方公里158.6人。